# The Block Brochure: Welcome to the Soil 2
The Block Brocure: Welcome to the Soil 2 — шістнадцятий студійний альбом американського репера E-40, виданий 26 березня 2012 р. лейблом Heavy on the Grind Entertainment в один день з релізами The Block Brochure: Welcome to the Soil 1 та The Block Brochure: Welcome to the Soil 3. Ця платівка разом з двома зазначеними вище складає трилогію. Таким же чином в один день у 2010 виконавець випустив два альбоми Revenue Retrievin': Day Shift і Revenue Retrievin': Night Shift та у 2011 — Revenue Retrievin': Overtime Shift і Revenue Retrievin': Graveyard Shift. У записі релізу взяли участь YG, Twista, T-Pain, Spice 1, Celly Cel, JT the Bigga Figga, C-Bo, Tech N9ne, Brotha Lynch Hung, Андре Нікатіна, Suga-T та ін.
На пісню «Function» зняли відеокліп, який вийшов 6 березня 2012. У березні також вийшли два відеоролики, знятих для реклами трилогії. Альбом дебютував на 58-ій сходинці чарту Billboard 200.

## Список пісень
| #   | Назва                                                    | Продюсер(и)             | Тривалість |
| --- | -------------------------------------------------------- | ----------------------- | ---------- |
| 1.  | «I'm Laced»                                              | DJ Fresh                | 3:00       |
| 2.  | «On the Case»                                            | Chris «THX» Goodman     | 3:37       |
| 3.  | «Function» (з участю YG, IAmSu та Problem)               | Trend                   | 4:19       |
| 4.  | «Tryna Get It» (з участю Twista та T-Pain)               | T-Pain                  | 3:07       |
| 5.  | «Street Nigga»                                           | Scorp Dezel             | 3:12       |
| 6.  | «The Other Day Ago» (з участю Spice 1 та Celly Cel)      | Mike Mosley, Sam Bostic | 3:52       |
| 7.  | «This Is the Life» (за участі Sam Bostic)                | Sam Bostic              | 4:11       |
| 8.  | «Sell Everything»                                        | Rick Rock               | 4:30       |
| 9.  | «My Life» (з участю R.O.D.)                              | Sam Bostic              | 3:32       |
| 10. | «Grey Skies» (з участю Deltrice)                         | Reese Beats             | 3:44       |
| 11. | «With the Shit» (з участю JT the Bigga Figga та Cellski) | Droop-E                 | 3:26       |
| 12. | «Hittin' a Lick» (з участю C-Bo та T-Nutty)              | Fastracks               | 4:56       |
| 13. | «This Shit Hard»                                         | Droop-E                 | 3:14       |
| 14. | «Scorpio» (з участю Tech N9ne та London)                 | Willy Will              | 4:34       |
| 15. | «Red & Blue Lights»                                      | Rick Rock               | 4:22       |
| 16. | «Zombie» (з участю Tech N9ne та Brotha Lynch Hung)       | J2                      | 3:50       |
| 17. | «Memory Lane» (з участю Andre Nickatina)                 | Droop-E                 | 4:40       |
| 18. | «I Know I Can Make It» (з участю Suga-T та Agerman)      | Aaron Harris            | 5:27       |

| Бонус-треки на iTunes | Бонус-треки на iTunes                           | Бонус-треки на iTunes | Бонус-треки на iTunes |
| #                     | Назва                                           | {{{extra_column}}}    | Тривалість            |
| --------------------- | ----------------------------------------------- | --------------------- | --------------------- |
| 19.                   | «I Can Do Without You» (з участю Butch Cassidy) |                       | 4:17                  |
| 20.                   | «I'm Doin' It» (з участю Dorrough)              | C-Ballin              | 4:18                  |

Примітки
- «I'm Laced» містить семпл з пісні «Ballaholic» у вик. E-40.
- Незазначені виконавці: Cousin Fik на «I'm Laced» та «This Shit Hard»; Stressmatic на «The Other Day Ago», «Sell Everything» та «Hittin' a Lick».

## Чартові позиції
| Чарт (2012)               | Найвища позиція |
| ------------------------- | --------------- |
| США                       | 58              |
| US Independent Albums     | 9               |
| US Rap Albums             | 8               |
| US Top R&B/Hip-Hop Albums | 9               |